# Koeloendameer
Het Koeloendameer of Koeloendinskojemeer (Russisch: Кулундинское озеро; Koeloendinskoje ozero) is een zoutmeer in het zuidoostelijke deel van het West-Siberisch Laagland. Het vormt het grootste meer van de Russische kraj Altaj, waarbinnen het in het westen ligt op ongeveer 64 kilometer ten oosten van de stad Slavgorod.
Het meer bevindt zich in een endoreïsch bekken op de Koeloendasteppe en heeft een oppervlakte van 728 km² (samen met het Koetsjoekmeer zelfs ongeveer 800 km². De meerspiegel ligt op 98 meter boven zeeniveau, meet van noord naar zuid ongeveer 35 kilometer en van oost naar west ongeveer 25 kilometer. Het diepste punt ligt op vier meter diepte. De noordelijke en westelijke oevers zijn relatief steil en de oostelijke oevers relatief vlak (langzaam oplopend) en moerassig.
Aan de oostzijde mondden de enige belangrijke rivieren uit op het meer; de Koeloenda en de Soejetka. De Koeloenda vormt hierbij een delta met vele schiereilandjes en eilandjes.
In de omgeving van het meer treden daarnaast enkele belangrijke artesische bronnen op. Aan de zuidzijde heeft het meer een verbinding met het wat lager gelegen Koetsjoekmeer ongeveer zes kilometer zuidelijker.
Het meer heeft een matige zoutconcentratie (natriumsulfaat/glauberzout/mirabiliet), waardoor het in de winter niet bevriest.
Ten zuidoosten van het meer liggen de plaatsen Blagovesjtsjenka (dat een treinstation heeft aan de ten zuiden van het meer lopende spoorlijn Barnaoel - Koeloenda – Pavlodar) en Stepnoje Ozero.
Rond de delta van de Koeloendarivier aan de oostzijde bevinden zich zoutvlakten, die zijn ontstaan door de evaporatie van water. De niet verzilte vlakten rondom het meer worden voor intensieve landbouw gebruikt. Langs het meer zijn grote windschermen geplaatst om winderosie tegen te gaan.